# Megaloblastična anemija
Megaloblastična anemija je naziv za anemije koje nastaju kao posljedica inhibicije sinteze DNK tijekom nastanka crvenih krvnih stanica (eritrocita).
Zbog poremećaja sinteze DNK dolazi do kontinuiranog rasta stanica bez daljnje diobe što uzrokuje nastanak velikih stanica eritrocita. Megaloblastične anemije se prema veličini stanica ubrajaju u makrocitne anemije. Poremećaj sinteze DNK najčešće nastaje kao posljedica nedostatka vitamina B12 ili folne kiseline.
Do poremećaj sinteze može doći i zbog djelovanja lijekova (kao što su npr. azatioprin ili trimetoprim), u sklopu infekcije virusom HIV-a, te kao posljedica mijelodisplastičnih poremećaja.
U koštanoj srži se stvaraju veliki nezreli disfunkcionalni eritrociti koji se nazivaju megaloblasti i hipersegmentirani neutrofilni granulociti. Dio megaloblasta se uništi u koštanoj srži što se naziva intramedularna hemoliza, dok dio ulazi u krvotok.
Nedostatak vitamin B12 može biti posljedica različitih bolesti kao što su npr. aklorhidrija, celijakija, kronični pankreatitis. Do nedostatka folata (folne kiseline) može doći kao posljedica npr. alkoholizma, malapsorpcije.
Bolest se najčešće utvrđuje osnovnim laboratorijski pretragama kojima se utvrdi makrocitna anemija, te zatim mjerenjem koncentracije vitamina B12 i folata u krvi, utvrdi deficit. Dodatno se ovisno o sumnji na primarni uzrok nedostatka vitamina B12 ili folata rade pretrage. Rijetko se u dijagnostici koristi i tzv. Schillingov test.
U liječenje bolesti nadoknađuje se nedostatak vitamina B12 i folata, te se pokušava djelovati na prvotni uzork nedostatka.